# World Boxing Council Ukraine
World Boxing Council Ukraine  (скор. WBC Ukraine) - громадська організація, офіційне представництво Всесвітньої боксерської ради в Україні. Відкриття  офісу WBC в Україні відбулося 10-го серпня 2021 року у Києві. Президентом WBC Ukraine було обрано українського адвоката та громадського діяча - Миколу Ковальчука.

## Історія створення WBC Ukraine
У 2018 році відбулась щорічна 56-та Конвенція WBC у столиці України, Києві. Організацією займався чинний мер міста Києва та єдиний в історії організації "вічний чемпіон WBC" (WBC Eternal Champion)  Віталій Кличко, під час якої вперше обговорювалась ідея створення WBC Ukraine. Через рік, на 57-й Конвенції WBC у Канкуні, Мексика, - Микола Ковальчук, майбутній очільник офіційного представництва WBC Ukraine, провів переговори із Президентом WBC Маурісіо Сулейманом та радою директорів, щодо відкриття офіційного представництва WBC в Україні, залучившись підтримкою президента Національної ліги професіонального боксу України - Михайла Зав'ялова та амбасадора WBC Чіко Лопеса. 
У результаті численних переговорів та ґрунтовної підготовки, 10-го серпня 2021 року, відбулось офіційне відкриття представництва Всесвітньої боксерської ради в Україні. За одноголосним рішенням ради директорів WBC, Микола Ковальчук був призначеним Президентом WBC Ukraine, а Олександр Гвоздик став офіційним амбасадором представництва WBC Ukraine.

## Діяльність WBC Ukraine
Офіційне представництво Всесвітньої боксерської ради в Україні має ряд основних завданнь: 
1. Популяризація професіонального боксу в Україні;
2. Допомога українським боксерам любителям реалізувати перехід із аматорського боксу у професіональний;
3. Проведення всеукраїнських боксерських турнірів за титул Національного чемпіона WBC Ukraine[4];
4. Навчання українських боксерських функціонерів (суддів, рефері, супервайзерів, тренерів, лікарів та ін.) за світовою освітньою програмою WBC University [5] для підвищення кваліфікації;
5. Здійснення благодійної діяльності за світовою програмою WBC Cares[6]